# Nosferatu (Popol Vuh)
Nosferatu  is een album uit 1978 van de Duitse rockgroep Popol Vuh. Het album bevat muziek uit de film Nosferatu: Phantom der Nacht, van de Duitse regisseur Werner Herzog, die vaker Popol Vuh inschakelde bij zijn filmmuziek.
De eigenlijke filmmuziek verscheen eerst op het album Brüder des Schattens - Söhne des Lichts. Toen Herzog de film bijna af had, vroeg hij aan Florian Fricke of hij nog dreigende of angstaanjagende muziek had. Fricke had nog wat oud, deels experimenteel elektronisch, werk liggen en dit werd verzameld op het album, dat als tweede filmsoundtrack met de titel Nosferatu - fantôme de la nuit werd uitgebracht op het Franse label Egg Records. Er zijn tevens nummers te horen met sitarmuziek met herhalende thematiek gelijkend op minimal music.

## Tracks
1. "Mantra" – 6:14
2. "Morning Sun Rays" – 3:20
3. "Venus Principle" – 4:39
4. "Mantra II" – 5:22
5. "On the Way" – 4:49
6. "Through Pains to Heaven II" – 3:42
7. "To a Little Way" – 3:37
8. "Zwiesprache der Rohrflöte mit der Sängerin" – 3:42
9. "Die Nacht der Himmel" – 4:08
10. "Der Ruf der Rohrflöte" – 3:21

Op een heruitgave uit 1996 bij het label Spalax werd de volgorde gewijzigd:
1. "Mantra I" - 6:18
2. "Morning Sun Rays" - 3:21
3. "Venus Principle" - 4:45
4. "Mantra II - Choir" - 5:23
5. "Die Nacht der Himmel" - 4:50
6. "Der Ruf der Rohrflöte" - 3:21
7. "To a Little Way" - 2:36
8. "Through Pains to Heaven II" - 3:51
9. "On the way" - 4:05
10. "Zwiesprache der Rohrflöte mit der Sängerin" - 3:20

Op de cd-heruitgaves uit 2004 en 2018 op de label SPV en Sony BMG werden extra nummers opgenomen. Die versie begint met vier nummers uit de andere Nosferatu-soundtrack Brüder des Schattens - Söhne des Lichts, waarbij het lange openingsnummer is ingekort. 

| Nr. | Titel                                                 | Duur |
| --- | ----------------------------------------------------- | ---- |
| 1.  | Brüder des Schattens, Söhne des Lichts (Fricke)       | 5:41 |
| 2.  | Höre, der du wagst (Fricke)                           | 5:58 |
| 3.  | Das Schloss des Irrtums (Fricke, Fichelscher)         | 5:35 |
| 4.  | Die Umkehr (Fricke, Fichelscher)                      | 5:56 |
| 5.  | Mantra I (Fricke)                                     | 6:13 |
| 6.  | Morning Sun (Fichelscher)                             | 3:19 |
| 7.  | Venus Principle (Fricke)                              | 4:39 |
| 8.  | Mantra II (Fricke)                                    | 5:20 |
| 9.  | Die Nacht der Himmel (Fricke)                         | 5:01 |
| 10. | Der Ruf der Rohrflöte (Fricke)                        | 3:37 |
| 11. | To a Little Way (Fricke, Fichelscher, de Jong)        | 2:32 |
| 12. | Through Pain to Heaven (Fricke, Fichelscher, de Jong) | 3:45 |
| 13. | On the way (Fricke, Fichelscher, de Jong)             | 4:03 |
| 14. | Zwiesprache der Rohrflöte (Fricke)                    | 3:22 |

## Bezetting
- Florian Fricke: piano
- Daniel Fichelscher: elektrische gitaar, akoestische gitaar, percussie
- Alois Gromer: sitar
- Robert Eliscu: hobo
- Ted de Jong : tanpura
- kerkkoor uit München